# Yang Ming Marine Transport Corporation
HMM Co., Ltd. (кит. трад.: 陽明海運; піньїнь: Yáng Míng Hǎi Yùn) є тайваньською контейнерною компанією, що базується в Цзілун, Тайвань (ROC).

## Історія
Компанія була заснована в 1972 році як судноплавна лінія, але має історичні зв’язки через злиття з China Merchants Steam Navigation Company (1872–1995), яка сходить до Династія Цін.
На даний момент Yang Ming експлуатує 101 контейнеровозів до 14 000 двадцятифутових еквівалентів (TEU) і 17 балкерів.
У період з липня по вересень 2018 року Yang Ming погодилась запропонувати послуги з порту Цзілун, Тайвань, до США для двох партій по майже 20 контейнерів у кожній, що містили понад 1700 невикористаних ядерних паливних стрижнів, після того, як Тайваньська енергетична компанія вирішила закрити свою четверту атомну станцію. Були висловлені занепокоєння щодо безпеки щодо можливого витоку радіоактивних матеріалів, і в першому відправленні взяли участь понад 200 поліцейських та співробітників компанії.
10 березня 2019 року Yang Ming прийняла у свій флот два додаткових судна на 14 000 TEU, YM Warranty та YM Wellspring. Судна були побудовані в Японії в Imabari Shipbuilding вартістю майже 99 мільйонів доларів кожен. Додатковий тоннаж складається з раніше доставлених близнюків YM Wellbeing, YM Wonderland та YM Wisdom.
У травні 2019 року в рамках вдосконалення своєї мережі було досягнуто угоди з Канадською Тихоокеанською залізницею про переміщення контейнерів залізницею з порту Ванкувера на схід Канади.

## THE Alliance
Разом з Hapag-Lloyd, HMM Co Ltd та Ocean Network Express, Yang Ming Marine Transport Corporation є членом THE Alliance. THE Alliance має надавати 34 послуги, щомісяця заходячи безпосередньо в 81 порт.

## Флот
Станом на середину 2019 року Yang Ming керував флотом потужністю понад 4,2 мільйона ваттних тонн / робоча потужність 643 тисячі TEU, з яких контейнеровози є основною обслуговуючою потужністю.
| Клас корабля | Побудований   | Ємність (TEU) | Кораблів в класі | Примітки |
| ------------ | ------------- | ------------- | ---------------- | --- |
| U-class      | 2008–2013     | 8626          | 10               | |
| W-class      | 2015–2019     | 14,078–14,200 | 20               | 5 ships under long-term charter from Shoei Kisen Kaisha |
| T-class      | 2020–onwards  | 11,714–12,726 | 9                | 5 ships built by Jiangsu Yangzi Xinfu Shipbuilding under long-term charter from Costamare 4 ships built by Imabari Shipbuilding under long-term charter from Shoei Kisen Kaisha |
|              | 2022-–onwards | 15,000        | 5                | [ 12 ] |

## Див.також
- Інтермодальні перевезення
- Контейнерні перевезення
- Список найбільших контейнеровозів